# 千の輝く太陽
『千の輝く太陽』（原題：A Thousand Splendid Suns）とは、2007年5月22日にアメリカで発表されたカーレド・ホッセイニによる小説。『カイト・ランナー』に続く第二作で、前作では少年たちの友情が描かれたが、本作では過酷な環境を生き抜く女性たちの姿が描かれている。日本では2008年に早川書房から出版された。

## 概要

### 題名について
本書のタイトルはイラン人の詩人であるサイベ・タブリジの詩「カブール」の一節から来ている。

## あらすじ
舞台は1960年代から2000年代のアフガニスタン。不義の子として生まれた少女マリアムは、母親と共に粗末な小屋で暮らしていた。良家の出身である父親は週末訪れ話をするだけで、彼女を他の兄弟たちとも会わせず、自身の経営する映画館にもつれていかない。15歳のときのある日、マリアムは母親の反対を押し切り、父の屋敷を突然訪れる。結局迎え入れられることなく帰宅したマリアムは、マリアムが出て行ったことを悲観した母親の自殺死体を発見する。天涯孤独になってしまったマリアムは、他の親族はもちろん信頼していた父親にすら裏切られる形で、30歳以上年上の相手との望まない結婚によって家から出される。夫となった人物ラシードは気難しく、最初は優しかったものの何度妊娠しても流産してしまうマリアムに愛想を尽かす。また男性優位思想の持ち主でもあるラシードは、何かあるごとにマリアムに暴力を振るう。
同じ居住区にて、若く聡明な女性ライラは幼馴染であるタリークを次第に異性として認識するようになる。しかし次第に激化する戦争が原因で、タリークの家族が町を出ることを決意し、二人は離れることとなる。後にライラの家族も町を離れることとなるが、準備の際に家がロケットによる攻撃で崩壊。ライラも家族を亡くしてしまう。大怪我をしたライラを助けたのは、マリアムの夫ラシードであった。ラシードは若いライラに求婚し、ライラも身寄りがないことに加え、タリークの子供を妊娠していたためそれを受け入れる。マリアムは当初ライラに冷たく当たるも、ライラに娘のアジザが生まれたことが切っ掛けで次第に親密になる。一方でラシードはライラが娘を産んだことで懐疑的になり、ライラにも暴行をするようになる。三人はラシードの元から逃げ出そうと計画するもラシードに発覚し、激しい暴行の後放置されアジザが死にかける。
数年後、ラシードとアジザの間に息子ザルマイが生まれる。タリバンは勢力を増し、かつて豊かだったラシードの仕事は状況が厳しくなる。頼みの綱としてラシードはマリアムに実家に金を要求させる。しかし既にマリアムの父は死んでおり、マリアムは以前訪れた彼に会わなかったことを後悔する。ラシードはマリアムの父を「肝心な時に役に立たない」と激しく罵る。アジザは孤児院に入れられる。ある時ライラは突然タリークと再会する。タリークはライラを心配し迎えに来たのであった。再会を喜んだのもつかの間、そのことがラシードに発覚し、ライラが殺されかける。マリアムが止めに入るも失敗し、ラシードが拳銃を取り出したところでマリアムはスコップでラシードを撲殺する。ライラはマリアムと共にタリークの元に逃げることを提案するがマリアムは拒否し、自分がラシードを殺したことをタリバンに告白し、処刑される。ライラはその頃アジザ、ザルマイと共に故郷カブールを離れ、タリークのいるパキスタンへ逃亡した。
パキスタンの政権崩壊後、一家はアフガニスタンに戻り、マリアムの故郷を訪れる。そこでライラはマリアムの父が彼女に渡そうとした映画『ピノキオ』のテープや手紙を見る。ライラとタリークは孤児院を再建し、ライラは教師として働き始める。そのころライラは3人目の子供を妊娠し、その子の名前を決めようとするところで終わる。